# Paweł Pyjas
Paweł Pyjas (* 23. März 1999 in Krakau) ist ein ehemaliger polnischer Skirennläufer.

## Karriere
Pyjas gab sein internationales Renndebüt am 29. November 2015 bei einem FIS-Riesenslalom in Funäsdalen. Sein erstes internationales Großereignis bestritt er zwei Jahre später bei den Juniorenweltmeisterschaften in Åre. Dort belegte er als beste Platzierung Rang 55 in der Alpinen Kombination.
In den darauffolgenden Jahren startete Pyjas, abgesehen von den jährlich stattfindenden Juniorenweltmeisterschaften, hauptsächlich bei FIS-Rennen in Europa. 
2022 nahm Pyjas zum ersten und einzigen Mal an Olympischen Winterspielen teil. Bei den Wettkämpfen in Peking schied er sowohl im Riesenslalom als auch im Slalom aus. Mit der Mannschaft unterlag er im Achtelfinale nur knapp gegen die damaligen amtierenden Weltmeister aus Norwegen und belegten schlussendlich den 10. Platz.
Am 11. April 2024 gab Pyjas seinen Rücktritt vom Skisport bekannt. Kurz zuvor gewann Pyjas noch seinen insgesamt fünften Polnischen Meistertitel.

## Erfolge

### Olympische Winterspiele
- Peking 2022: 10. Mannschaft, DNF Riesenslalom, DNF Slalom

### Juniorenweltmeisterschaften
- Åre 2017: 55. Alpine Kombination, 61. Super-G, 65. Abfahrt, DNF Riesenslalom, DNF Slalom
- Davos 2018: 41. Riesenslalom, 57. Super-G, DNF Slalom, DNF Alpine Kombination
- Val di Fassa 2019: DNF Riesenslalom, DNF Slalom

### Australian New Zealand Cup
- 2 Platzierungen unter den besten 15

### Weitere Erfolge
- 6 Siege bei FIS-Rennen
- Polnischer Meister im Riesenslalom (2021, 2022, 2024)
- Polnischer Meister im Slalom (2018, 2022)
- Polnischer Vizemeister im Riesenslalom (2018, 2020)
- Polnischer Vizemeister im Slalom (2020, 2021)